# Dymitr Cantacuzino
Dymitr Cantacuzino (rum. Dumitrașcu Cantacuzino; zm. 1685) – hospodar Mołdawii w latach 1674–1675 i 1684–1685.

## Biografia
Pochodził z możnego rodu Cantacuzino, był dalszym krewnym hospodara wołoskiego Șerbana Cantacuzino. Osadzony został na tronie mołdawskim przez Wysoką Portę w 1674, po usunięciu Stefana Petriceicu, który okazał się sprzyjać Polsce. Aby zapewnić utrzymanie się Dymitra na tronie wobec zagrożenia polskiego, wraz z nim przysłano do Mołdawii oddziały tatarskie, które zimowały w Mołdawii, łupiąc ją przy tej okazji bezlitośnie. Również i drugie krótkie panowanie Dymitra (ponownie wprowadzonego na tron po pokonaniu Stefana Petriceicu) to okres kryzysu w Mołdawii, tym razem wywołanego głodem.